# Chankaokhan
Chankaokhan, jedna od kojih 8 lokalnih bandi Hunkpapa Siouxa koje navodi J.O. Dorsey. U engleskom jeziku njihovo ime prevedeno je kao Sore backs (odnosi se na konje). Spominje ih i Culbertson (u Smithson. Rep. 1850, 141, 1851). Poznatiji poglavica bio im je Tȟatȟóka Íŋyaŋke (Running Antelope)